# Řeřichy
Řeřichy (německy Röscha) jsou obec v okrese Rakovník ve Středočeském kraji. Leží zhruba jedenáct kilometrů jihozápadně od Rakovníka. Aktuálně zde žije 103 obyvatel.

## Historie
První písemná zmínka o vesnici pochází z roku 1377.

## Obyvatelstvo
Při sčítání lidu v roce 1921 zde žilo 208 obyvatel (z toho 111 mužů), z nichž bylo 113 Čechoslováků a 95 Němců. Většina se hlásila k římskokatolické církvi, ale dvacet lidí bylo evangelíky, devět jich patřilo k církvi československé a tři byli bez vyznání. Podle sčítání lidu z roku 1930 měla vesnice 188 obyvatel: 104 Čechoslováků a 84 Němců. Stále převažovala římskokatolická většina, ale žilo zde také sedm evangelíků, pět členů církve československé a 2 lidé bez vyznání.
Z hlediska římskokatolické správy obec spadá do farnosti Jesenice, tedy do plzeňské diecéze, ale její část Nový Dvůr do farnosti Petrovice u Rakovníka v pražské arcidiecézi.
| Rok            | 1869 | 1880 | 1890 | 1900 | 1910 | 1921 | 1930 | 1950 | 1961 | 1970 | 1980 | 1991 | 2001 | 2011 | 2021 |
| -------------- | ---- | ---- | ---- | ---- | ---- | ---- | ---- | ---- | ---- | ---- | ---- | ---- | ---- | ---- | ---- |
| Počet obyvatel | 258  | 273  | 323  | 313  | 308  | 299  | 284  | 201  | 158  | 149  | 131  | 105  | 90   | 107  | 114  |
| Počet domů     | 37   | 52   | 55   | 65   | 64   | 65   | 70   | 63   | 51   | 47   | 37   | 46   | 44   | 46   | 50   |

## Obecní správa

### Územněsprávní začlenění
Dějiny územněsprávního začleňování zahrnují období od roku 1850 do současnosti. V chronologickém přehledu je uvedena územně administrativní příslušnost obce v roce, kdy ke změně došlo:
- 1850 země česká, kraj Cheb, politický okres Žatec, soudní okres Jesenice[10]
- 1855 země česká, kraj Žatec, soudní okres Jesenice
- 1868 země česká, politický okres Podbořany, soudní okres Jesenice
- 1939 Sudetenland, vládní obvod Karlovy Vary, politický okres Podbořany, soudní okres Jesenice[11]
- 1945 země česká, správní okres Podbořany, soudní okres Jesenice[12]
- 1949 Karlovarský kraj, okres Podbořany[13]
- 1960 Středočeský kraj, okres Rakovník
- k 1. lednu 1980 Středočeský kraj, okres Rakovník, obec Zavidov[14]
- k 24. listopadu 1990 Středočeský kraj, okres Rakovník[14]
- 2003 Středočeský kraj, obec s rozšířenou působností Rakovník

### Části obce
Obec Řeřichy se skládá ze dvou částí, které leží v katastrálním území Řeřichy:
- Řeřichy
- Nový Dvůr

### Obecní symboly
Znak a vlajka byly obci uděleny rozhodnutím předsedy Poslanecké sněmovny Parlamentu České republiky dne 25. listopadu 2003.

## Doprava
Dopravní síť
- Pozemní komunikace – Do obce vedou silnice III. třídy.
- Železnice – Železniční trať ani stanice na území obce nejsou. Nejbližší železniční stanicí jsou Pšovlky na železniční Rakovník – Bečov nad Teplou ve vzdálenosti 3 km.

Veřejná doprava 2011
- Autobusová doprava – V obci zastavovaly autobusové linky Rakovník–Řeřichy (v pracovních dnech 2 spoje) , Rakovník – Petrovice – Řeřichy (v pracovních dnech 6 spojů) (dopravce ANEXIA), Rakovník-Čistá (v pracovních dnech 1 spoj) (dopravce Václav Lexa – LEXTRANS). O víkendech byla obce bez dopravní obsluhy.